# CIOFF

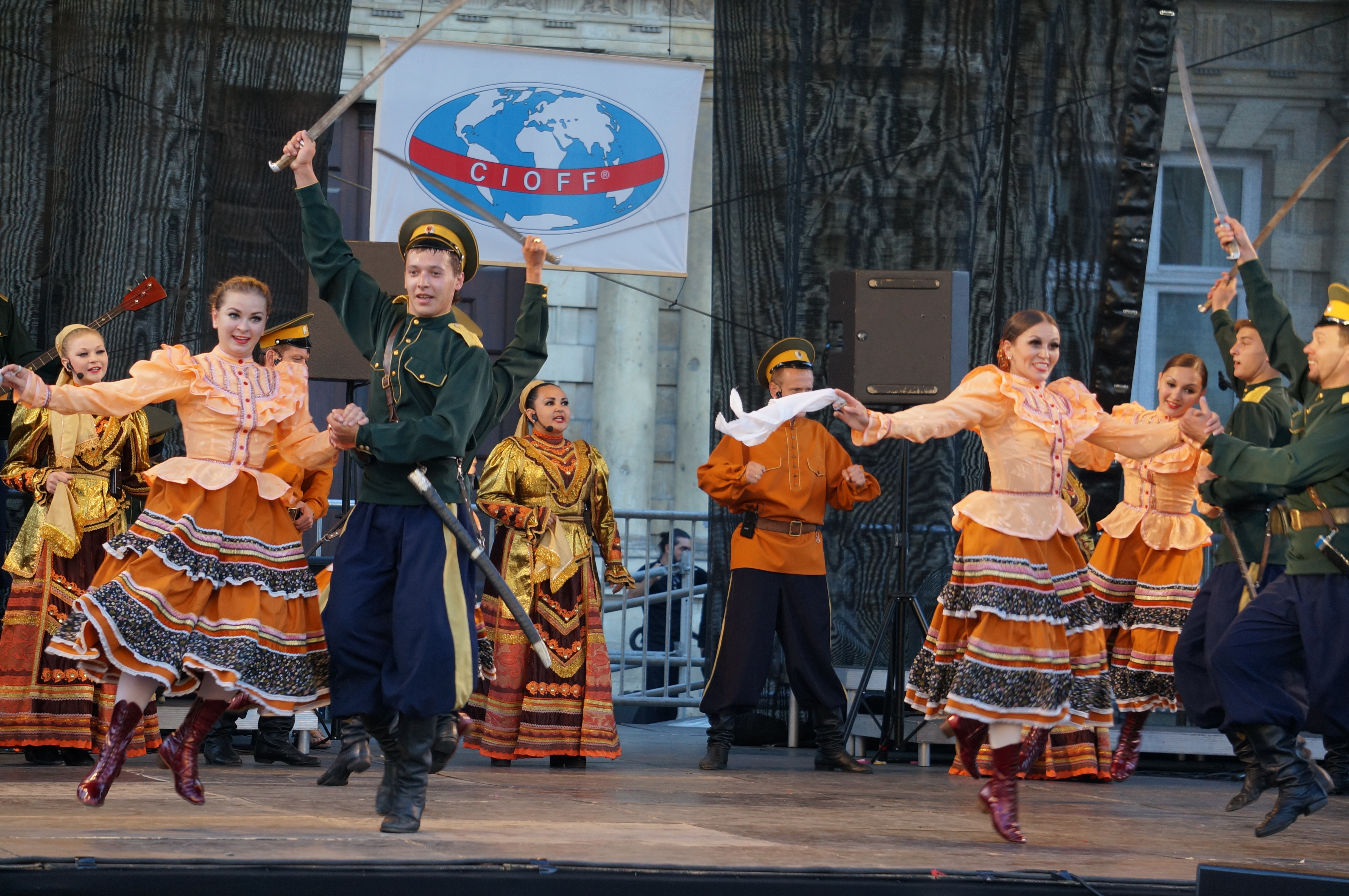
Troop Chita im Jahr 2014

Der Internationale Rat für die Organisation von Folklorefestivals und Volkskunst (französisch Conseil international des organisations de festivals de folklore et d’arts traditionnels, CIOFF) ist eine Internationale Nichtregierungsorganisation (NGO) in offizieller Partnerschaft zur UNESCO und ist akkreditierte Nichtregierungsorganisation zur Beratung des Zwischenstaatlichen Ausschusses der UNESCO-Konvention zur Erhaltung des immateriellen Kulturerbes.
Er hat weltweit 66 Vollmitglieder, 8 assoziierte Mitglieder und 27 korrespondierende Mitglieder. Er hat seinen Sitz in Confolens in Frankreich. Vollmitglieder sind Nationale Sektionen, die als Ziel haben, traditionelle Kunst zu bewahren, Folklorefestivals oder ähnliche Aktivitäten zu organisieren sowie Freiwillige Organisationen zu vereinigen, die auf dem Gebiet von Tanz, Musik, Trachten, Gebräuche und der Ethnographie tätig sind. Die nationalen Sektionen werden anhand der Erdteile Sektoren in der Organisation zugeteilt.

## Aufgaben
Zweck der Organisation ist die Bewahrung, Förderung und die Verbreitung traditioneller Kunst und Folklore.

### Veranstaltungen
Jährlich finden weltweit über 350 vom CIOFF organisierte Folklorefestivals statt. Alle vier Jahre veranstaltet der CIOFF-Weltverband die Folkloriada. Dies ist ein Festival, zu dem alle Mitgliedsländer des CIOFF eingeladen sind, Folkloregruppen aus ihrem Land zu schicken, um die Vielfalt der Folklore zu zeigen. Bisher fanden vier Folkloriaden statt:
- 1996 in Brunssum in den Niederlanden
- 2000 in Tokio und weiteren japanischen Städten
- 2004 in Pécs und Budapest in Ungarn
- 2012 in Anseong in Korea
- 2016 in Zacatecas in Mexiko
- 2021 in Ufa Russische Föderation

Im Jahr 2009 wurde die Folkloriada wegen einer Naturkatastrophe in China abgesagt.

### Kultur
Zwei wichtige Ziele des CIOFF sind, die in dem Übereinkommen zum Schutz und zur Förderung der kulturellen Vielfalt niedergeschriebenen Ideen zu verbreiten und an der Umsetzung des Übereinkommens zur Bewahrung des immateriellen Kulturerbes der UNESCO mitzuarbeiten.

### Entstehung
Die Organisation wurde am 8. August 1970 im französischen Confolens unter Leitung von Henri Coursaget und 9 weiteren Personen gegründet.
Am 11. Juli 1984 wurde CIOFF die Kategorie der „Gegenseitigen Informellen Beziehung“ (Status C) mit der UNESCO gewährt. Damit war er Mitglied der Internationalen Nichtregierungsorganisationen bei der UNESCO. Im September 1990 wurde CIOFF in die Kategorie „Informeller und Beratender Beziehungen“ bei der UNESCO (Status B) heraufgestuft.

### Präsidenten
- Henri Coursaget, Frankreich (1970–1989)
- Guy Landry, Kanada (1989–1997)
- Kari Bergholm, Finnland(1997–2005)
- Udomsak Sakmunvong, Thailand (2005–2013)
- Philippe Beaussant, Frankreich (2013–03/2022)
- Norbert Müller, Deutschland (03/2022–09/2022)
- Alejandro Camacho Gonzales, Mexiko (09/2022–11/2023)
- Christian Hidalgo-Mazzei, Kanada (11/2023–)

## Organisationsstruktur des CIOFF

### Generalversammlung
Die Generalversammlung ist das höchste Organ des CIOFF. Sie findet jedes Jahr in einem Mitgliedsland statt. Sie ist Entscheidungsträger, denn sie bestimmt die Zielsetzung und die allgemeinen Richtlinien der Arbeit der Organisation und beschließt über die ihr vom Council vorgelegten Vorschläge. Sie wählt auch die Mitglieder des Councils für die Dauer von 4 Jahren. Das Council trifft sich jährlich zweimal.

### Sekretariat
Das Sekretariat hat seinen Sitz in Stockton-on-Tees / Vereinigtes Königreich und wird von dem Generalsekretär geleitet.

### Kommissionen
Zur Bearbeitung von grundsätzlichen Themen in dem umfangreichen Feld der Aktivitäten des CIOFF und zur Beratung des Vorstandes und der Generalversammlung werden ständige Kommissionen gebildet. Dies sind die Festivalkommission, die Juristische Kommission und die Kulturkommission.

### Arbeitsgruppen
Zur Lösung temporärer Probleme oder für Arbeiten an einem definierten Projekt können Arbeitsgruppen gebildet werden.

### Leitungsorgane
Die Leitungsorgane des CIOFF sind das Exekutivkomitee (EXCO), bestehend aus dem Präsidenten, zwei Vizepräsidenten, dem Rechner und dem Generalsekretär und der Gesamtvorstand (Council), bestehend aus dem EXCO, den Vorsitzenden der Kommissionen, einem Repräsentanten für jeden Sektor, dem Repräsentanten zur UNESCO und dem Vorsitzenden der CIOFF-Jugend.

## Mitglieder

### Asiatischer und Ozeanischer Sektor
Volksrepublik China, Chinesisch Taipei, Republik China (Taiwan), Indien, Indonesien, Japan, Kirgistan, Republik Korea, Kuwait, Malaysia, Neuseeland, Philippinen, Saudi-Arabien, Sri Lanka, Syrien, Tahiti, Thailand, Türkei, Vereinigte Arabische Emirate, Usbekistan.

### Zentral- und nordeuropäischer Sektor
Armenien,  Belgien, Deutschland, Estland, Finnland, Georgien, Irland, Israel, Lettland, Litauen, Luxemburg, Niederlande, Norwegen, Österreich, Polen, Rumänien, Russland, Schweden, Slowakei, Slowenien, Tschechische Republik, Ungarn, Ukraine, Vereinigtes Königreich, Belarus

### Lateinamerikanischer Sektor
Argentinien, Brasilien, Chile, Costa Rica, Ecuador, El Salvador, Guatemala, Haiti, Honduras, Kolumbien, Kuba, Mexiko, Panama, Paraguay, Peru, Venezuela.

### Nordamerikanischer Sektor
Antigua und Barbuda, Belize, Kanada, USA.

### Südeuropäischer und Afrikanischer Sektor
Ägypten, Albanien, Algerien, Aserbaidschan, Benin, Bulgarien, Bosnien-Herzegowina, Burkina Faso, Demokratische Republik Kongo, Elfenbeinküste, Frankreich, Gabun, Gambia, Griechenland, Guinea, Italien, Kamerun, Kroatien, Mali, Mauretanien, Marokko, Mazedonien, Montenegro, Niger, Portugal, Senegal, Spanien, Südafrika, Schweiz, Togo, Tunesien, Zentralafrikanische Republik, Zypern mit Iskele und Gönyeli Festivals.